# 前塚古墳
前塚古墳（日语：／ Maedukakofun）是位於日本大阪府高槻市岡本町的一座扇貝形古墳。

## 概要
古墳建於大阪府北部高槻市北面的辯天山丘陵以南，由於過去開墾農田，墳丘一部分遭削平，墳丘南面的周濠也因為道路的存在而被截斷。考古學上，古墳在明治期間因為開墾農地而發現了石棺，墳丘周圍亦進行過數次考古調查。
古墳是前方部分短小的扇貝式前方後圓形，前方部分朝西。墳丘表面有葺石和埴輪碎片（圓筒埴輪、蓋形埴輪和屋形埴輪）。墳丘周圍由闊10至17米的周濠所包圍，連同周濠的話，古墳總長約120米。主體部分的墓室結構雖然不明，但是有凝灰岩製長持形石棺，與此同時亦出土了陪葬品。
從出土埴輪和石棺推測，古墳建於古墳時代中期（約5世紀），有說法認為是5世紀初，亦有認為是5世紀中後期）。以前，有意見認為附近的今城塚古墳為前塚古墳的陪葬墓，現在則認為是先於前塚古墳建成。1974年，從古墳出土的長持形石棺指定為大阪府指定有形文物。

## 規模
古墳規模如下。
- 古墳總長：120米，連同周濠。
- 墳丘長：94米
- 後圓部分
  - 直徑：69米
- 前方部分
  - 長：25米
  - 闊：25米

古墳的結構與西面同市土室町的番山古墳類似，包圍墳丘周圍的周壕與墳丘相似，後圓部分的周壕闊16米，前方部分則是10米。

## 石棺
墓室結構雖然不明，但已知內有長持形石棺。石棺在明治時期開墾農田時被發現，由凝灰岩製成，長約兩米，闊約0.6米，高約0.8米。棺蓋是印籠蓋，呈蒲鉾型，側石各有1個繩掛突起，其前後兩邊刻有三角形的沈刻紋。陪葬品則有鏡、鐵刀和鐵鉾等，詳細不明。
石棺為大阪府指定有形文物，曾經長期存放於大阪府立茨木高等學校，現在則是大阪府立近飛鳥博物館的館藏，大阪府立茨木高等學校則展示其模型。

## 文物

### 大阪府指定文物
- 有形文化財
  - 前塚古墳石棺（考古資料），1974年3月29日指定[6]。